# 알렉산드르 야코블레프 (공학자)

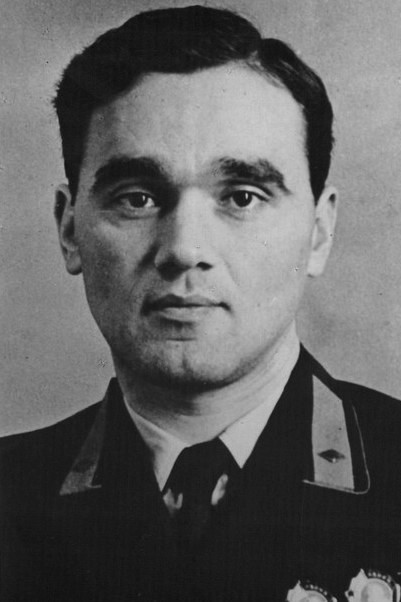
알렉산드르 세르게예비치 야코블레프

알렉산드르 세르게예비치 야코블레프(러시아어: Александр Сергеевич Яковлев, 1906년 4월 1일(율리우스력: 3월 19일)~1989년 8월 22일)는 소련의 항공 공학자이다. 야코블레프 군용 항공기를 설계하고 야코블레프 디자인국을 설립했다. 1938년부터는 소련 공산당 당원으로 활동했다.

## 생애
야코블레프는 모스크바에서 태어났다. 그의 아버지는 노벨 형제가 운영하던 석유 회사의 직원으로 근무했다. 1919년부터 1921년까지 학교에 다니는 동안 시간제 택배로 일했고 1922년에는 학교 프로젝트의 일환으로 첫 모형 비행기를 만들었다. 1924년에는 글라이더를 만들었고 1924년 9월 24일에 첫 비행을 했다. 이 디자인은 상을 받았고, 그에게 주콥스키 공군사관학교의 노동자 자리를 보장해 주었다. 하지만 그의 거듭된 공군사관학교 입학 시도는 무산되었다.
야코블레프는 1927년에 AIR-1 초경량 항공기를 설계했는데 이는 그가 디자인한 10대의 항공기 가운데 1번째 항공기이다. 1927년 야코블레프는 마침내 공군사관학교에 입학하였고 1931년에 학교를 졸업했다. 1932년에는 최초의 경량 항공 설계 사무소가 설립된 모스크바 항공 공장 D39에 임명되었다. 1935년에는 D39의 주요 디자이너가 되었고 1956년부터 1984년까지 야코블레프 디자인국의 항공기 수석 디자이너로 활동했다.
야코블레프 디자인국은 제2차 세계 대전 기간 동안에 소련 공군이 사용한 전투기를 대량으로 개발했다. 1945년 야코블레프는 제트 엔진을 장착한 최초의 소련 항공기 중 하나인 Yak-15를 설계했으며 소련 최초의 전천후 요격기, 소련 최초의 초음속 폭격기를 폭격기를 설계했다. 전후에 야코블레프는 민간 항공기, 3엔진 중거리 항공기인 Yak-42로 가장 잘 알려져 있었고 항공 우주 분야의 수많은 모델들도 있었다.
야코블레프는 1940년부터 1946년까지 이오시프 스탈린 밑에서 항공산업부 차관으로 근무했다. 제2차 세계 대전이 시작되기 이전에는 이탈리아, 영국, 독일을 포함한 여러 나라의 항공기 개발을 연구하기 위해 비행기에 탑승했다. 전쟁이 시작된 이후에는 항공기 공장의 동쪽으로 철수시키고 생산 조직을 감독하는 일을 지원하는 한편 자신이 속해 있던 부서의 수석 디자이너로 계속했다.
1943년에는 소련 과학 아카데미의 회원으로 임명되었고 1946년에는 "항공의 장군"이라는 칭호를 받았다. 야코블레프는 1976년에 구 소련 과학 아카데미의 학술원장이 되었으며 1984년 8월 21일에 은퇴했다. 1989년 8월 22일에 사망했으며 그의 시신은 모스크바 노보데비치 묘지에 안장되었다.

## 같이 보기
- 세르게이 일류신
- 올레크 안토노프